# كرايغ سكوت
كرايغ سكوت هو ناشط حقوق الإنسان ومحامي وسياسي كندي، ولد في 14 مارس 1962 في كندا. حزبياً، نشط في الحزب الديمقراطي الجديد. وقد انتخب عضو مجلس العموم الكندي.

## وصلات خارجية
- الموقع الرسمي